# Kim Dong-sung
Kim Dong-sung (a volte indicato come Kim Dong-seong; Seul, 9 febbraio 1980) è un ex pattinatore di short track sudcoreano.

## Carriera
Vincitore di due medaglie olimpiche nello short track ai Giochi olimpici, vanta anche numerosi titoli mondiali.

## Palmarès

### Olimpiadi
- 2 medaglie:
  - 1 oro (1000 m a Nagano 1998)
  - 1 argento (5000 m staffetta a Nagano 1998)

### Mondiali
- 18 medaglie:
  - 11 ori (generale, 1000 m, 3000 m, staffetta a Nagano 1997; 3000 m a Vienna 1998; generale, 500 m, 1000 m, 1500 m, 3000 m, staffetta a Montréal 2002)
  - 4 argenti (500 m a Nagano 1997; staffetta a Vienna 1998; 1000 m, staffetta a Sofia 1999;)
  - 3 bronzi (staffetta a L'Aia 1996; generale, 1500 m a Vienna 1998)

### Mondiali a squadre
- 5 medaglie:
  - 1 oro (Seoul 1997)
  - 3 argenti (Lake Placid 1996, Bormio 1998, L'Aia 2000)
  - 1 bronzo (Milwaukee 2002)